# Президентские выборы в Сирии (2000)
Президентские выборы в Сирии (2000) – состоялись 10 июля 2000 года, после смерти президента Хафеза аль-Асада. Кандидатом, выбранным парламентом, был его сын Башар аль-Асад, которого затем попросили одобрить или отклонить его кандидатуру. Сообщается, что за Башар Асада проголосовали 99,7 % избирателей при явке 94,6 %.

## Правила проведения выборов
В соответствии с конституцией Сирийской Арабской республики Партия арабского социалистического возрождения (БААС) является лидером сирийского государства и общества, и президент Сирии также традиционно является членом этой партии. Национальный прогрессивный фронт, политическая коалиция под руководством БААС, назначает кандидата на должность президента в Народный совет. Кандидат в президенты страны сперва должен заручиться поддержкой двух третей членов Народного совета, и потом его кандидатура выставляется на общенародное голосование, по результатам которого кандидат должен получить поддержку по крайней мере 50% голосующих. Выборы президента САР проходят каждые семь лет.

## Предыстория
После смерти президента Хафеза аль-Асада 10 июня сирийский парламент проголосовал за внесение поправки в Конституцию, чтобы снизить минимальный возраст для кандидатов в президенты с 40 до 34 лет, то есть возраста Башара Асада на тот момент.

## Результаты
| Выборы                            | Голоса    | %    |
| --------------------------------- | --------- | ---- |
| Башар Асад                        | 8 689 871 | 99,7 |
| Против                            | 22 439    | 0,3  |
| Недействительный/пустой бюллетень | 219 313   | –    |
| Всего                             | 8 931 623 | 100  |
| Источник: Nohlen et al            |           |      |